# Pazzi per Daisy
Pazzi per Daisy (Hare Splitter) è un film del 1948 diretto da Friz Freleng. È un cortometraggio d'animazione della serie Merrie Melodies, uscito negli Stati Uniti il 25 settembre 1948. Dal 1997 viene distribuito col titolo Due cuori e una coniglietta.

## Trama
Bugs Bunny e Casbah, il coniglio vicino di tana, amano follemente Daisy Lou e vanno a trovarla. Usciti dalle tane si sfidano a chi fa il regalo più bello, finché Bugs stordisce il rivale con un'incudine. Arrivato a destinazione, Bugs trova sulla porta della casa di Daisy un foglio con scritto che è andata a far spese e decide di toglierlo, per poi travestirsi da Daisy e giocare alcuni scherzi a Casbah, tra cui fargli mangiare una carota esplosiva. Presto Casbah si accorge del trucco e inizia a inseguire Bugs, finché arriva Daisy di ritorno dallo shopping. Casbah crede che Bugs voglia di nuovo imbrogliarlo, così spacca un vaso addosso a Daisy, la quale lo caccia via. Bugs quindi può corteggiare Daisy, che mangia una carota esplosiva. Poco dopo i due si baciano e la carota esplode; tuttavia Daisy e Bugs credono che lo scoppio sia dovuto al bacio e si scatenano saltando.

## Distribuzione

### Edizioni home video

#### VHS
- Le stelle di Space Jam: Bugs Bunny (marzo 1997)